# Live act Akademie der Schauspielkunst
Die Live act Akademie der Schauspielkunst (staatlich anerkanntes Berufskolleg für Darstellende Kunst Stuttgart) ist eine deutsche Schauspielschule.
1999 wurde die Live act Akademie von Schauspielcoach Martin Leitzinger gegründet. Die Studenten erhalten einen staatlich anerkannten Abschluss (Internationale Film- und Bühnenreife). Die Ausbildung dauert in der Regel drei Jahre und kann durch ein Praxisjahr auf vier Jahre verlängert werden. Die Schauspielschüler sind BAföG-berechtigt. Das Studium kann sowohl in Präsenz, als auch als Fernstudium absolviert werden.
Die Live act Akademie der Schauspielkunst bietet eine praxisorientierte Ausbildung und vermittelt über den Basisunterrichtsstoff hinaus in eigenen Studios medienorientiertes Fachwissen. Ab dem ersten Ausbildungsjahr sind Engagements im Theater, Film und TV zugelassen, was durch Kooperationen mit verschiedenen Theatern, Filmproduktionen, Castern, Agenturen und Synchronstudios gefördert wird. Teil der Ausbildung sind Projektarbeiten, beispielsweise ein Interview mit dem österreichischen Kabarettist, Schauspieler und Autor Josef Hader, Theater-AG´s an Kindergärten und Schulen (Jugendförderung), Lesetouren durch Krankenhäuser und Pflegeheime. Seit Oktober 2011 setzt sich die Live act Akademie verstärkt mit Projekten für das Thema Demenz ein.